# Robert Schlup
Robert Schlup ist ein ehemaliger tschechischer Skispringer.
Schlup gehörte 1993 zum neu geschaffenen tschechischen Nationalkader. Ab Januar 1993 startete er im Continental Cup (COC).
Am 16. Januar 1994 startete er erstmals im Skisprung-Weltcup. Auf seiner Heimatschanze in Liberec erreichte er den 41. Platz. Im Continental Cup blieb Schlup bis 1996 erfolglos. Am 9. März 1996 startete Schlup noch einmal beim Skiflug-Weltcup in Harrachov und erreichte dabei mit dem 28. Platz drei Weltcup-Punkte. Damit erreichte er am Ende der Saison 1995/96 den 92. Platz. Nach der Saison beendete er seine aktive Skisprungkarriere.